# Caladomyia spixi
Caladomyia spixi är en tvåvingeart som beskrevs av Sawedal 1981. Caladomyia spixi ingår i släktet Caladomyia och familjen fjädermyggor. Inga underarter finns listade i Catalogue of Life.